# Günter Voigt (General)
Günter Voigt (* 2. Januar 1933 in Kleindrebnitz) ist ein ehemaliger Generalmajor der Nationalen Volksarmee der Deutschen Demokratischen Republik. Er war der letzte Stellvertreter des Chefs Luftstreitkräfte/Luftverteidigung und Chef des Stabes.

## Leben
Günter Voigt wurde als Sohn eines Zimmermanns in Kleindrebnitz, Kreis Bautzen, geboren. Dort besuchte er die Oberschule, legte das Abitur ab und erlernte den Beruf eines kaufmännischen Angestellten.

### Militärische Laufbahn
Nach Abitur und Berufsabschluss bewarb sich Voigt als Berufssoldat der bewaffneten Organe der DDR. Am 28. Dezember 1950 erfolgte die Einberufung zur Deutschen Volkspolizei (VP) mit gleichzeitiger Versetzung an die damalige VP-Schule Pirna (Schloss Sonnenstein). Dort wurde Kursant Voigt Kandidat und 1952 Mitglied der SED. Nach erfolgreicher Offiziersprüfung 1952 als Jahrgangsbester wurde er zum Offizier der VP-Luft ernannt, bei gleichzeitiger Beförderung zum nächsthöheren Offiziersdienstgrad.
Beförderungen
- 28. Dezember 1950 Kursant
- 1952 Leutnant (übersprungen Rang: Unterleutnant)
- 1955 Oberleutnant
- 1959 Hauptmann
- 1964 Major
- 1969 Oberstleutnant
- 1974 Oberst
- 7. Oktober  1977 Generalmajor (Ernennung)

### Ausbildung und erste Verwendungen
Nach Abschluss der Offiziersausbildung im Dezember 1952 und der Ernennung zum Offizier der VP-Luft erhielt Leutnant Voigt seine erste Truppenverwendung als Zugführer im 1. Aeroclub Cottbus (Tarnbezeichnung: KVP-Dienststelle 600), der Vorgängerorganisation der späteren Verwaltung Luftstreitkräfte.
Er wurde ab 1953 in der Abteilung Nachrichten und Flugsicherung als Stellvertreter des Abteilungsleiters für Ausbildung eingesetzt. 1955 wurde er als Oberleutnant zum Hochschulstudium an die Militärakademie für Ingenieure der Luftstreitkräfte „Prof. N. J. Schukowski“ der UdSSR delegiert, die er mit Auszeichnung und Goldmedaille als jahrgangsbester ausländischer Militärstudent und mit den akademischen Grad Dipl.-Ing. im Jahr 1961 absolvierte.

### Dienst als Stabsoffizier
Nach seiner Rückkehr in die DDR wurde er Stellvertreter Chef Nachrichten und Flugsicherung für Technik (Stv. CNF Technik) im Kommando LSK/LV. Von 1962 bis 1963 war Hauptmann Voigt dort Stv. CNF und Leiter der Unterabteilung Nachrichtenverbindungen. Danach erfolgte ab 1963 als Nachfolger von Oberst Wagner die herausgehobene Verwendung als Chef Nachrichten und Flugsicherung im Kommando LSK/LV. 1967 promovierte er an der Militärakademie Friedrich Engels, Sektion Luftstreitkräfte/Luftverteidigung zum Dr.rer.mil.
Im Anschluss wurde er 1973 zur Generalstabsausbildung an die Militärakademie des Generalstabes der Streitkräfte der UdSSR „K.J. Woroschilow“ in Moskau delegiert. Sein Nachfolger als Chef Nachrichten und Flugsicherung wurde Oberstleutnant Erich Zettelmann.
Nach erfolgreichem Studienabschluss 1975 wurde Oberst Voigt als Stellvertreter Chef des Stabes für operative Arbeit im Kommando LSK/LV eingesetzt. Als Nachfolger von Generalmajor Joachim Herbst hatte er diesen Dienstposten von 1975 bis 1989 inne. Neben zahlreichen Projekten und Sonderaufgaben in dieser Zeit oblag ihm die Federführung und Projektleitung des Operativ-Taktischen Ausbildungszentrums der LSK/LV nach Vorbild des MfNV in der Strausberg (⊙). Per 1. Dezember 1989 wurde Voigt von Oberst Siegfried Wünsche abgelöst.

### Dienst als General
Anlässlich des 28. Jahrestages der DDR wurde Voigt am 7. Oktober 1977 zum Generalmajor ernannt. Seine letzte Generalsverwendung von 1989 bis 1990 hatte Voigt als Nachfolger von Rolf Berger in der Position als Stellvertreter des Chefs LSK/LV und Chef des Stabes im Kommando LSK/LV in Strausberg/Eggersdorf (⊙). Mit Auflösung der NVA wurde Generalmajor Voigt mit Wirkung vom 2. Oktober 1990 entlassen.

## Orden, Ehrenzeichen und Auszeichnungen in der DDR
- 1984 Ehrentitel Verdienter Angehöriger der Nationalen Volksarmee[3]
- 1988 Vaterländischer Verdienstorden in Silber
- Kampforden „Für Verdienste um Volk und Vaterland“ in Bronze
- Verdienstmedaille der Nationalen Volksarmee in Gold, Silber und Bronze
- Medaille der Waffenbrüderschaft in Silber
- Medaille für treue Dienste in der NVA
- 1985 Orden Banner der Arbeit

### Privat
Voigt ist in erster Ehe mit Frau Rosemarie verheiratet. Er arbeitet seit 1990 als freier Journalist.